# Black Eyes (film 1915)
Black Eyes è un cortometraggio muto del 1915 diretto da Will Louis.

## Trama
Marito e moglie si giurano di non sgaiattolare più fuori casa per uscire con i rispettivi amici, ma entrambi incontreranno dei problemi per rispettare la parola data.

## Produzione
Il film fu prodotto dalla Edison Company.

## Distribuzione
Distribuito dalla General Film Company, il film - un cortometraggio in una bobina - uscì nelle sale cinematografiche USA il 6 ottobre 1915. Copia della pellicola viene conservata negli archivi del Museum of Modern Art.